# Campionato mondiale giovanile di rugby 2008
Il Campionato mondiale di rugby giovanile 2008 fu la prima edizione del mondiale di rugby a 15 per nazionali Under-20.
Tale competizione rimpiazzò i campionati mondiali di rugby Under-19 e Under-21.
L'evento, organizzato dall'International Rugby Board, si tenne in Galles e fu disputato da 16 squadre; fu vinto dalla Nuova Zelanda.

## Campi di gara
| Città   | Stadio            | Capacità |
| ------- | ----------------- | -------- |
| Cardiff | Arms Park         | 13,500   |
| Newport | Rodney Parade     | 11,700   |
| Swansea | Liberty Stadium   | 20,532   |
| Wrexham | Racecourse Ground | 15,500   |

## Fase a gironi

### Girone A
Giocato ad Arms Park, Cardiff
| Squadra       | Pld | W | D | L | TF | PF  | PA  | +/-  | BP | Pts |
| ------------- | --- | - | - | - | -- | --- | --- | ---- | -- | --- |
| Nuova Zelanda | 3   | 3 | 0 | 0 | 25 | 173 | 19  | +154 | 3  | 15  |
| Argentina     | 3   | 2 | 0 | 1 | 6  | 47  | 79  | -32  | 1  | 9   |
| Irlanda       | 3   | 1 | 0 | 2 | 6  | 64  | 109 | -45  | 1  | 5   |
| Tonga         | 3   | 0 | 0 | 3 | 3  | 46  | 123 | -76  | 0  | 0   |
- 6 giugno Nuova Zelanda 48–9 Tonga
- 6 giugno Argentina 17–9 Irlanda
- 10 giugno Argentina 30–10 Tonga
- 10 giugno Nuova Zelanda 65–10 Irlanda
- 14 giugno Irlanda 45–27 Tonga
- 14 giugno Nuova Zelanda 60–0 Argentina

### Girone B
Giocato a Racecourse Ground, Wrexham
| Team      | Pld | W | D | L | TF | PF  | PA  | +/-  | BP | Pts |
| --------- | --- | - | - | - | -- | --- | --- | ---- | -- | --- |
| Sudafrica | 3   | 3 | 0 | 0 | 27 | 196 | 32  | +164 | 2  | 14  |
| Samoa     | 3   | 2 | 0 | 1 | 7  | 60  | 39  | +21  | 1  | 9   |
| Scozia    | 3   | 1 | 0 | 2 | 8  | 61  | 115 | -54  | 1  | 5   |
| USA       | 3   | 0 | 0 | 3 | 3  | 38  | 169 | -131 | 0  | 0   |
- 6 giugno Sudafrica 108–18 USA
- 6 giugno Samoa 29–17 Scozia
- 10 giugno Samoa 20–6 USA
- 10 giugno Sudafrica 72–3 Scozia
- 14 giugno Scozia 41–14 USA
- 14 giugno Sudafrica 16–11 Samoa

### Girone C
Giocato a Rodney Parade, Newport
| Team        | Pld | W | D | L | TF | PF  | PA  | +/-  | BP | Pts |
| ----------- | --- | - | - | - | -- | --- | --- | ---- | -- | --- |
| Inghilterra | 3   | 3 | 0 | 0 | 17 | 119 | 48  | +71  | 2  | 14  |
| Australia   | 3   | 2 | 0 | 1 | 27 | 147 | 47  | +100 | 3  | 11  |
| Canada      | 3   | 1 | 0 | 2 | 5  | 47  | 151 | -104 | 0  | 4   |
| Figi        | 3   | 0 | 0 | 3 | 7  | 44  | 111 | -67  | 1  | 1   |
- 6 giugno Australia 81–12 Canada
- 6 giugno Inghilterra 41–17 Figi
- 10 giugno Inghilterra 60–18 Canada
- 10 giugno Australia 53–17 Figi
- 14 giugno Australia 13–18 Inghilterra
- 14 giugno Figi 10–17 Canada

### Girone D
Giocato a Liberty Stadium, Swansea
| Team     | Pld | W | D | L | TF | PF  | PA  | +/- | BP | Pts |
| -------- | --- | - | - | - | -- | --- | --- | --- | -- | --- |
| Galles   | 3   | 3 | 0 | 0 | 11 | 85  | 39  | +46 | 2  | 14  |
| Francia  | 3   | 2 | 0 | 1 | 13 | 104 | 54  | +50 | 3  | 11  |
| Italia   | 3   | 1 | 0 | 2 | 4  | 48  | 81  | -33 | 0  | 4   |
| Giappone | 3   | 0 | 0 | 3 | 7  | 47  | 110 | -63 | 1  | 1   |
- 6 giugno Francia 53–17 Giappone
- 6 giugno Galles 29–10 Italia
- 10 giugno Francia 32–14 Italia
- 10 giugno Galles 33–10 Giappone
- 14 giugno Giappone 20–24 Italia
- 14 giugno Galles 23–19 Francia

## Fase a play-off
Play-off 13º posto
|  | SemiFinali | SemiFinali | SemiFinali |      |       | Finale | Finale | Finale |  |
|  |            |            |            |      |       |        |        |        |  |
|  | Tonga      | Tonga      | 17         |      |       |        |        |        |  |
|  | Tonga      | Tonga      | 17         |      |       |        |        |        |  |
|  | Giappone   | Giappone   | 5          |      |       |        |        |        |  |
|  | Giappone   | Giappone   | 5          |      | Tonga | Tonga  | 28     |        |  |
|  |            |            |            |      | Tonga | Tonga  | 28     |        |  |
|  |            |            | Figi       | Figi | 20    |        |        |        |  |
|  | USA        | USA        | Figi       | Figi | 20    | 22     |        |        |  |
|  | USA        | USA        |            |      |       |        |        |        |  |
|  | Figi       | Figi       | 27         |      |       |        |        |        |  |

Play-off 9º posto
|  | SemiFinali | SemiFinali | SemiFinali |        |         | Finale  | Finale | Finale |  |
|  |            |            |            |        |         |         |        |        |  |
|  | Irlanda    | Irlanda    | 9          |        |         |         |        |        |  |
|  | Irlanda    | Irlanda    | 9          |        |         |         |        |        |  |
|  | Italia     | Italia     | 6          |        |         |         |        |        |  |
|  | Italia     | Italia     | 6          |        | Irlanda | Irlanda | 39     |        |  |
|  |            |            |            |        | Irlanda | Irlanda | 39     |        |  |
|  |            |            | Scozia     | Scozia | 12      |         |        |        |  |
|  | Scozia     | Scozia     | Scozia     | Scozia | 12      | 15      |        |        |  |
|  | Scozia     | Scozia     |            |        |         |         |        |        |  |
|  | Canada     | Canada     | 10         |        |         |         |        |        |  |

Play-off 5º posto
|  | SemiFinali | SemiFinali | SemiFinali |           |         | Finale  | Finale | Finale |  |
|  |            |            |            |           |         |         |        |        |  |
|  | Argentina  | Argentina  | 6          |           |         |         |        |        |  |
|  | Argentina  | Argentina  | 6          |           |         |         |        |        |  |
|  | Francia    | Francia    | 30         |           |         |         |        |        |  |
|  | Francia    | Francia    | 30         |           | Francia | Francia | 21     |        |  |
|  |            |            |            |           | Francia | Francia | 21     |        |  |
|  |            |            | Australia  | Australia | 42      |         |        |        |  |
|  | Samoa      | Samoa      | Australia  | Australia | 42      | 0       |        |        |  |
|  | Samoa      | Samoa      |            |           |         |         |        |        |  |
|  | Australia  | Australia  | 32         |           |         |         |        |        |  |

Play-off 1º posto
|  | SemiFinali    | SemiFinali    | SemiFinali  |             |               | Finale        | Finale | Finale |  |
|  |               |               |             |             |               |               |        |        |  |
|  | Nuova Zelanda | Nuova Zelanda | 31          |             |               |               |        |        |  |
|  | Nuova Zelanda | Nuova Zelanda | 31          |             |               |               |        |        |  |
|  | Galles        | Galles        | 6           |             |               |               |        |        |  |
|  | Galles        | Galles        | 6           |             | Nuova Zelanda | Nuova Zelanda | 38     |        |  |
|  |               |               |             |             | Nuova Zelanda | Nuova Zelanda | 38     |        |  |
|  |               |               | Inghilterra | Inghilterra | 3             |               |        |        |  |
|  | Sudafrica     | Sudafrica     | Inghilterra | Inghilterra | 3             | 18            |        |        |  |
|  | Sudafrica     | Sudafrica     |             |             |               |               |        |        |  |
|  | Inghilterra   | Inghilterra   | 26          |             |               |               |        |        |  |